# Pollia (plantes)
Genre
Pollia est un genre de plantes de la famille des Commelinaceae.

## Liste d'espèces
1. Pollia americana Faden - Panama
2. Pollia bracteata K.Schum. - Tanzanie
3. Pollia condensata C.B.Clarke - Afrique tropicale
4. Pollia crispata (R.Br.) Benth. - Queensland, New South Wales
5. Pollia gracilis C.B.Clarke - Comores, Madagascar
6. Pollia hasskarlii R.S.Rao - Sud de la Chine, Himalaya, Indochine, péninsule Malaise, Java
7. Pollia × horsfieldii C.B.Clarke - Java    (P. secundiflora × P. thyrsiflora)
8. Pollia japonica Thunb. - Chine, Japon, Corée, Taïwan, Vietnam
9. Pollia macrobracteata D.Y.Hong - Guangxi
10. Pollia macrophylla (R.Br.) Benth. - Queensland, Nouvelle Guinée, Îles Salomon, Philippines, Vietnam
11. Pollia mannii C.B.Clarke - De la Côte d'Ivoire à la Tanzanie + Angola
12. Pollia miranda (H.Lév.) H.Hara - Chine, Japon, Îles de Ryukyu, Taiwan
13. Pollia papuana Ridl. - Nouvelle Guinée
14. Pollia pentasperma C.B.Clarke - Assam
15. Pollia sambiranensis H.Perrier - Madagascar
16. Pollia secundiflora (Blume) Bakh.f. - China, Taïwan, Îles de Ryukyu, Sous-continent indien, Asie du Sud-Est, Nouvelle Guinée, Nouvelle-Calédonie
17. Pollia subumbellata C.B.Clarke - Sud de la Chine, Himalaya, Péninsule de Malaisie
18. Pollia sumatrana Hassk. - Péninsule de Malaisie, Bornéo, Sumatra, Philippines
19. Pollia thyrsiflora (Blume) Steud. - Sud de la Chine, Assam, Asie du Sud-Est
20. Pollia verticillata Hallier f. - Nouvelle Guinée
21. Pollia × zollingeri (Hassk.) C.B.Clarke - Java   (P. hasskarlii × P. secundiflora)